# لون السلاح
في الجيش الألماني، يُعد لون السلاح Waffenfarbe (ڤافن فاربه) وسيلة تستخدمها القوات المسلحة للتمييز بين الفيالق المختلفة أو وظائف القوات في الأفرع المسلحة المختلفة. قد تكون الشارات على الأكتاف أو القبعات. 

## الوقت الحاضر

### الجيش
يستخدم الجيش الألماني ألوان الأسلحة للتمييز بين أنواع/فروع القوات. تظهر الألوان على رقعة الياقات وكأنابيب حول لوحات الكتف أو الأشرطة التي تظهر رتبة الجندي.
على الرغم من أن القبعات الخاصة بالجنود ملونة، إلا أنه يتم التمييز بناءً على شارات القبعات بدلاً من ألوان القبعات نفسها.

#### ألوان الأسلحةهير (للجيش)

NBC
سلاح المدفعية
الشرطة العسكرية
إشارات
استطلاع
جيش الطيران
القوات الفنية
المشاة
فرقة عسكرية
القوات المدرعة (أي الدبابات)
رواد (أي هندسة)
القوات الطبية

### القوات الجوية

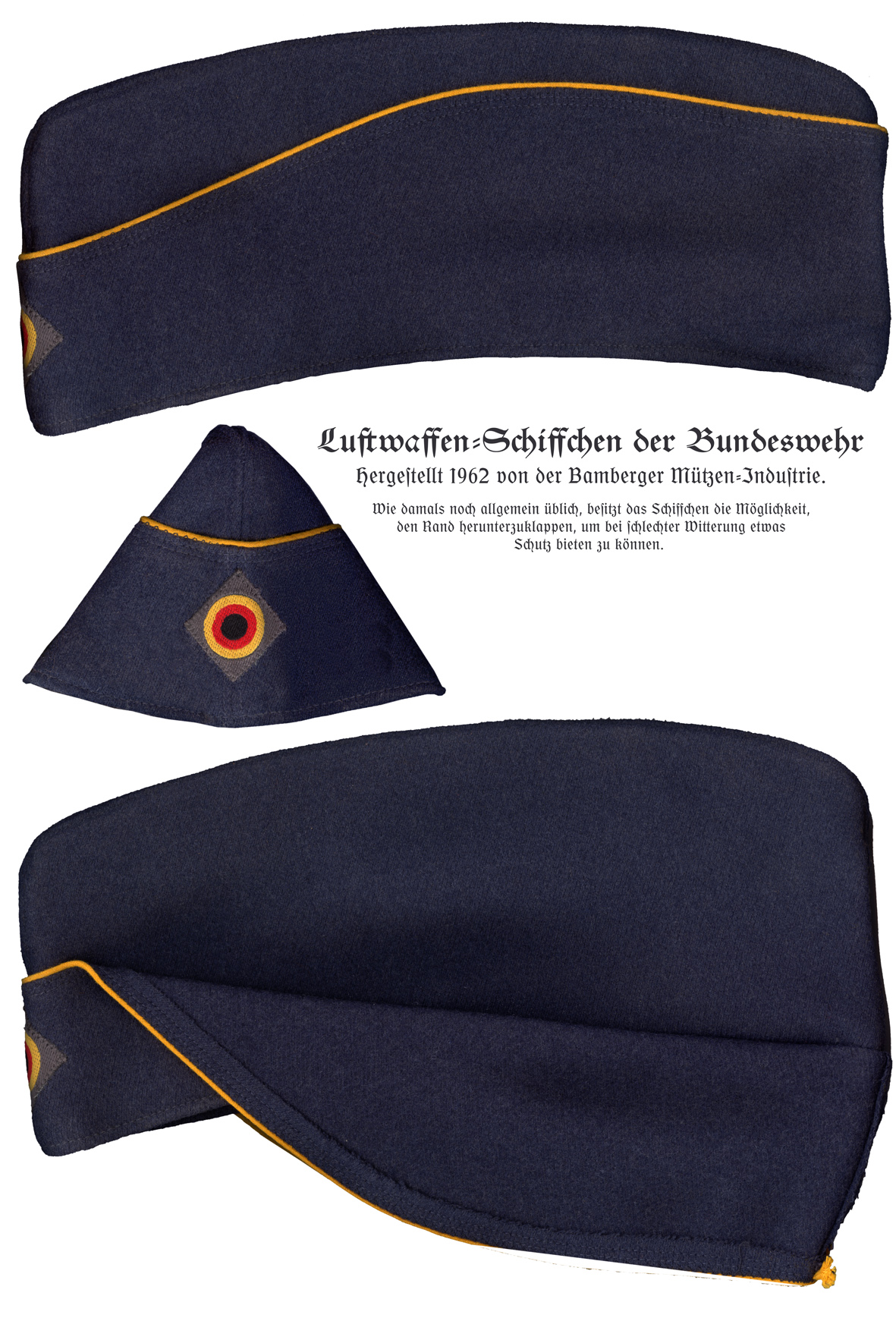
الأنابيب الصفراء الذهبية المستخدمة في سلاح الجو الألماني لوفتوافه

تستخدم لوفتفافه كقوة جوية ألمانية مجموعة صغيرة من الألوان. في حين أن اللون الطبيعي للقوات الجوية هو أصفر ذهبي، فإن الضباط في هيئة الأركان العامة يرتدون اللون الأحمر القاني، والجنرالات الأحمر الفاتح.

### القوات البحرية
لا تستخدم البحرية الألمانية الألوان الخاصة بالوظائف للتمييز بين فروعها. لكن يتم التمييز باستخدام إشارات مختلفة فوق شارة الرتبة على الأكمام.

## التاريخ
- صفوف وشارات الفيرماخت
- فيلق الألوان (توضيح)